# Вілтшир
Ві́лтшир (англ. Wiltshire, МФА /ˈwɪltʃər/ або /ˈwɪltʃɪər/) — графство в Англії. Церемоніальне графство має у своєму складі окремий адміністративний округ Свіндон.
Історичним центром графства було місто Вілтон, але з 1930 року адміністративний центр перенесений до Троубриджа.
На території Вілтшира розташовані неолітичні дольмени Стоунхендж та Ейвбері.

## Дивись також
- Бертон  - село у графстві.